# Onthophagus okahandjanus
Onthophagus okahandjanus là một loài bọ cánh cứng trong họ Bọ hung (Scarabaeidae).